# Озбилен, Каан
Каан Киген Озбилен (тур. Kaan Kigen Özbilen; род. 15 января 1986, Кейо), настоящее имя — Майк Кипруто Киген (англ. Mike Kipruto Kigen) — кенийский (до 2015 года) и турецкий (после 2015 года) легкоатлет, бегун на длинные дистанции. После принятия турецкого гражданства в октябре 2015 года изменил свое имя с Майк Кипруто Киген на Каан Киген Озбилен.
Впервые выступил на международных соревнованиях в 2005 году. Изначально специализировался в беге на 5000 метров. 24 июля 2005 года стал бронзовым призёром соревнований в Орхусе в беге на 5000 метров. 23 августа он выступил на соревнованиях в Линце, на которых выиграл забег на 2 мили — 8.20,09. В 2006 году занял 5-е место на чемпионате мира по кроссу. 2 июня 2006 года на Бислеттских играх он бежал дистанцию 5000 метров, на которой занял 3-е место и установил личный рекорд 12.58,58. В этом же году он занял 7-е место на Всемирном легкоатлетическом финале в Штутгарте. На Кубке мира 2006 года выступил за сборную Африки, в составе которой стал бронзовым призёром. На Кубке мира он бежал дистанцию 5000 метров, на которой занял 2-е место.
В 2011 году дебютировал в полумарафоне. На полумарафоне в Дели 2011 года занял 3-е место — 59.58. Дебютировал в марафоне в 2013 году. На Дубайском марафоне 2013 года занял 8-е место — 2:08.24. 13 октября этого же года занял 11-е место на Чикагском марафоне — 2:12.40.

## Сезон 2014 года
В сезоне выступил на трёх полумарафонах. 2 февраля занял 10-е место на полумарафоне в Элдорете — 1:03.36. 2 марта занял 3-е место на Парижском полумарафоне — 1:00.44.
6 апреля занял 7-е место на Парижском марафоне, показав время 2:10.59. 26 октября занял 2-е место на Франкфуртском марафоне, установив личный рекорд — 2:06.59.